# Heath Springs
Heath Springs è un comune degli Stati Uniti d'America, situato in Carolina del Sud, nella Contea di Lancaster.